# 336109 Rokiskis
336109 Rokiskis este o planetă minoră (asteroid) din centura de asteroizi. A fost descoperită pe 2 mai 2008 la Molėtų astronomijos observatorija⁠(d) de . 
Obiectul prezintă o orbită caracterizată de o semiaxă mare de 2,346291493378 UAi, o excentricitate de 0,11670782152847, o înclinație de 7,9784087453698 ° în raport cu ecliptica.